# Scopifera semicolon
Scopifera semicolon är en fjärilsart som beskrevs av George Francis Hampson. Scopifera semicolon ingår i släktet Scopifera och familjen nattflyn. Inga underarter finns listade.